# Europäisch-Georgisches Institut
Das Europäisch-Georgische Institut (EGI) (georgisch ევროპულ-ქართული ინსტიტუტი) ist eine Nichtregierungsorganisation in Georgien, die im Jahr 2015 von George Melaschwili, Schalwa Tschkeidse und Revaz Topuria gegründet wurde. Das Ziel des EGI ist sowohl die Entwicklung der Demokratie und des freien Marktes als auch die Entwicklung der Rechtsstaatlichkeit. Gleichzeitig bemüht sich das Institut, eine neue Generation von Führungskräften zu fördern, welche eine wichtige Rolle im Kaukasus übernehmen soll.
Das EGI ist eine unabhängige Organisation der Zivilgesellschaft, deren Tätigkeit sich auf Themen wie die Friedenskonsolidierung, die Förderung der verantwortungsvollen Staatsführung und die Unterstützung der Beteiligung der Jugend am demokratischen Prozess konzentriert. Es betont „Unabhängigkeit und Unparteilichkeit“ und schließt politische, wirtschaftliche oder religiöse Faktoren bei seiner Entscheidungsfindung ausdrücklich aus.
Das Europäisch-Georgische Institut ist begleitendes Mitglied des europäischen liberalen Forums (ELF), einer Organisation der Allianz der Liberalen und Demokraten für Europa (ALDE). Es begleitet auch die Deutsche Gesellschaft für Internationale Zusammenarbeit (GIZ) und die Friedrich-Naumann-Stiftung für die Freiheit.
Im Jahr 2019 war EGI beteiligt an Prozessen, die territoriale Angelegenheiten im Konflikt zwischen Georgien und Russland betreffen.